# مردانشاه (پسر خسرو پرویز)
مردانشاه پسر خسرو پرویز و شیرین بود. در سال ۶۲۷ میلادی، مردانشاه، بعنوان ولیعهد ایران توسط خسرو پرویز انتخاب شد.
در آخرین مرحلهٔ جنگهای چند صد سالهٔ ایران و روم، در سال ۶۲۷ میلادی، در سال سی و هفتم پادشاهی خسرو پرویز، کاخ دستگرد محل سکونت خسرو پرویز، توسط هراکلیوس امپراتور روم به تصرف در آمد.
خسرو پیشنهاد صلح هراکلیوس را رد نموده و همراه همسر محبوبش شیرین و دو پسر وی شهریار (پسر خسرو و احتمالاً پسر خواندهٔ شیرین) و مردانشاه، از شط دجله گذشته و به ویه اردشیر در قسمت غربی دجله رفت. خسرو در این وقت مبتلا به بیماری بود. در این روزها نفوذ شیرین بر روی خسرو پرویز بقدری بود که شاه در اثر تلقین شیرین در صدد برآمد که به جای پسر بزرگ خود شیرویه که از مریم دختر موریکیوس امپراتور روم شرقی داشت، مردانشاه را که کودکی خردسال بیشتر نبود، را به ولیعهدی انتخاب کند. مسئله انتخاب ولیعهد در این اوقات که پادشاه ضعیف و بیمار بود البته نمی‌توانست با مداخلهٔ بزرگان برخورد نکند، چرا که ضعف خسرو دوباره باعث قوت یافتن حزب نجبا شده بود. ناخرسندی نجبا از انتخاب مردانشاه، با سعی شیرویه جهت نیل به حق خویش، خسرو را مواجه با یک توطئه خونین خانوادگی ساخت.
چون کواذ ملقب به شیرویه که مقام ارشدیت را داشت، از واقعه استحضار یافت، مصمم شد که از حق خود دفاع کند و به همراهی فرمانده کل نیروی کشور گشنسب اسپاذ و دشمنان خسرو، در تیسفون علیه پدر شورید و این شورش، زندانی شدن و قتل خسرو پرویز را بدنبال داشت.
شیرویه نخست مردانشاه را کشت و بعد سایر برادران را. در این قتل‌عام خانوادگی، پسران خسرو پرویز که مجموعاً هفده تن بودند به دستور وی کشته شدند.